# Villa Rauner

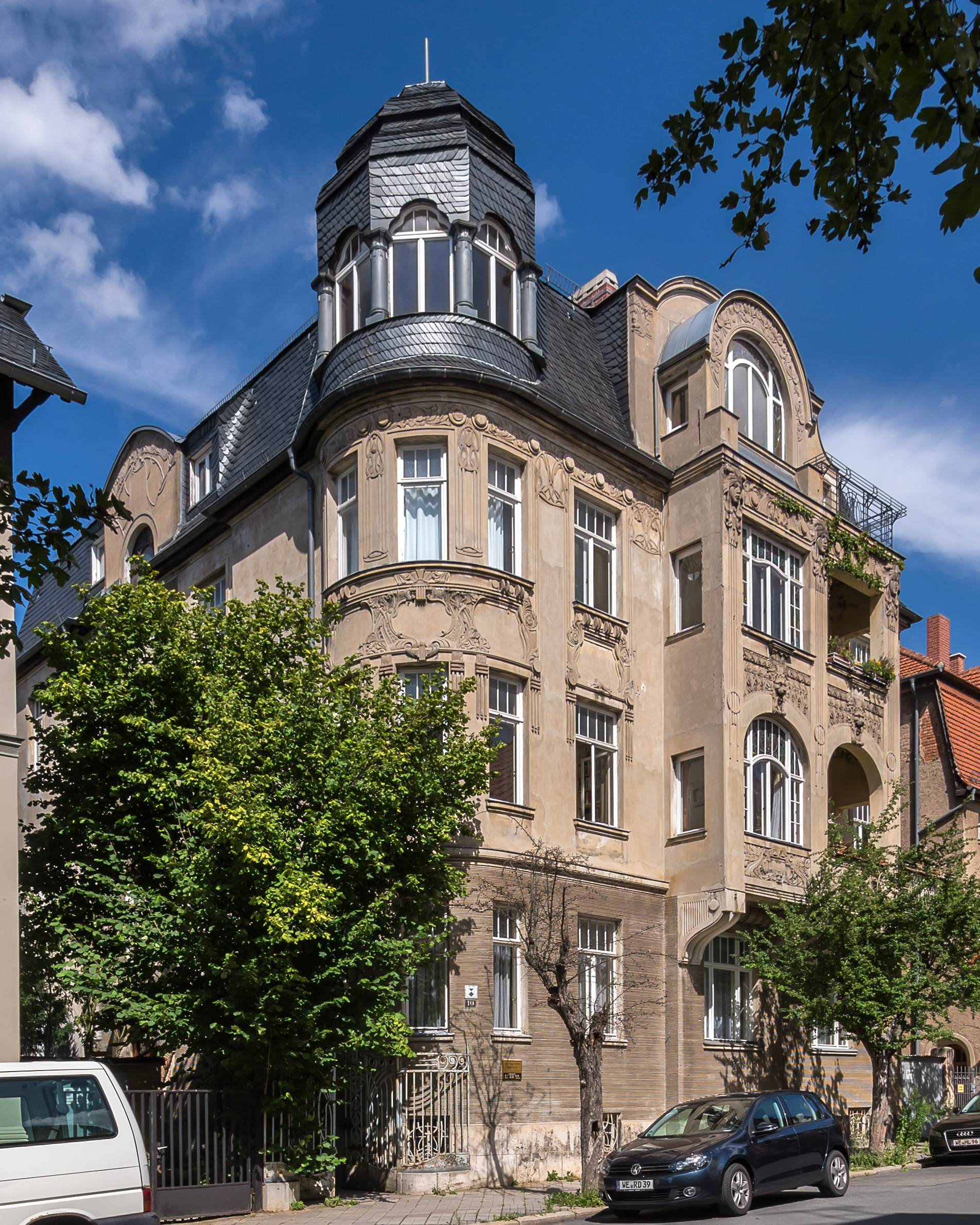
Weimar, Cranachstraße 10

Die Villa Rauner wurde 1903 für den Drogeriebesitzer Gustav Raumer nach dem Entwurf des Architekten Rudolf Zapfe in der Cranachstraße 10 in Weimar errichtet. Eigentlich müsste das Haus „Villa Raumer“ heißen. Wie es zu der abweichenden Bezeichnung kam, ist unbekannt. Dieses dreigeschossige Wohnhaus ist eines der prächtigsten Jugendstilbauwerke in Weimar. Die Villa besitzt ein Mansardwalmdach. Das Sockelgeschoss besteht aus Travertin. Die übrige Fassade ist mit reichem Stuckornamenten versehen. Darunter sind auch Löwenköpfe vorhanden. Die Fenster des Mittelerkers weisen ebenfalls Jugendstilornamente auf. In diesem Bereich befinden sich Loggien.
Die Villa Rauner steht auf der Liste der Kulturdenkmale in Weimar (Einzeldenkmale). Allein in der Cranachstraße stehen sieben solcher Stadtvillen. Eine davon ist die Villa Bornmüller in der Cranachstraße 9, die ebenfalls von Zapfe entworfen wurde.

## Zur Person von Gustav Raumer

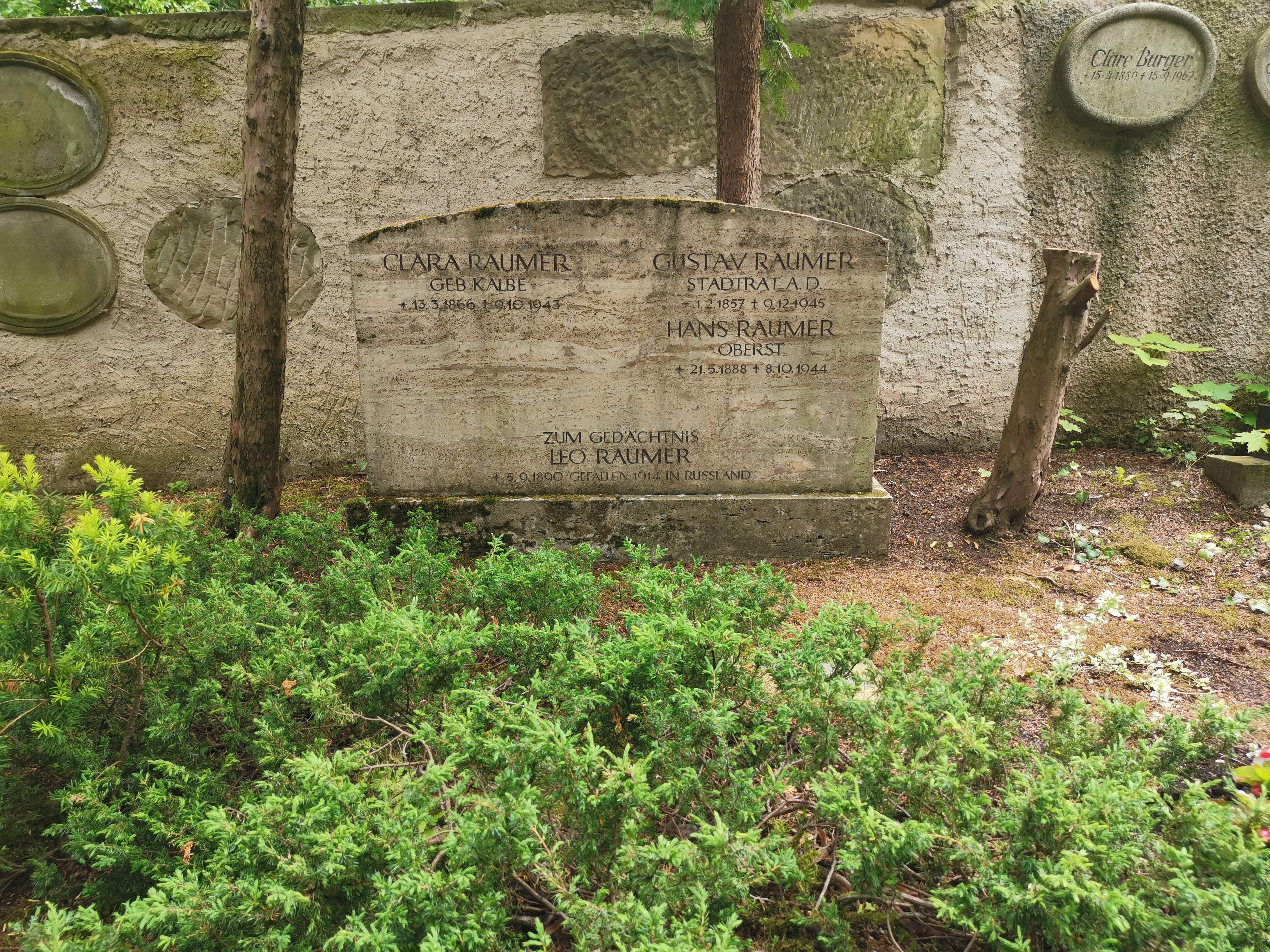
Grabstein von Gustav Raumer und seiner Familie

Gustav Raumer (geb. 1. Februar 1857; gest. 9. Dezember 1945 in Weimar) war in Weimar Stadtrat.
Im Jahre 1903 wurde in der Cranachstraße 10 die Villa Rauner in seinem Auftrag vom Architekten Rudolf Zapfe im Jugendstil mit aufwändigsten Stuckelelementen errichtet. Raumer war großherzoglicher Hoflieferant für Drogeriewaren. Seine Drogerie befand sich am Markt 9.
Raumers Grab befindet sich auf dem Historischen Friedhof Weimar. Diesem Grabstein nach war Raumer mit Clara Raumer, geb. Kalbe verheiratet.